# Octanoyl-coenzyme A
L’octanoyl-coenzyme A, abrégée en octanoyl-CoA, est le thioester de l'acide octanoïque avec la coenzyme A. C'est le point final de la β-oxydation dans les peroxysomes.